# Adalbert Friedrich Marcus

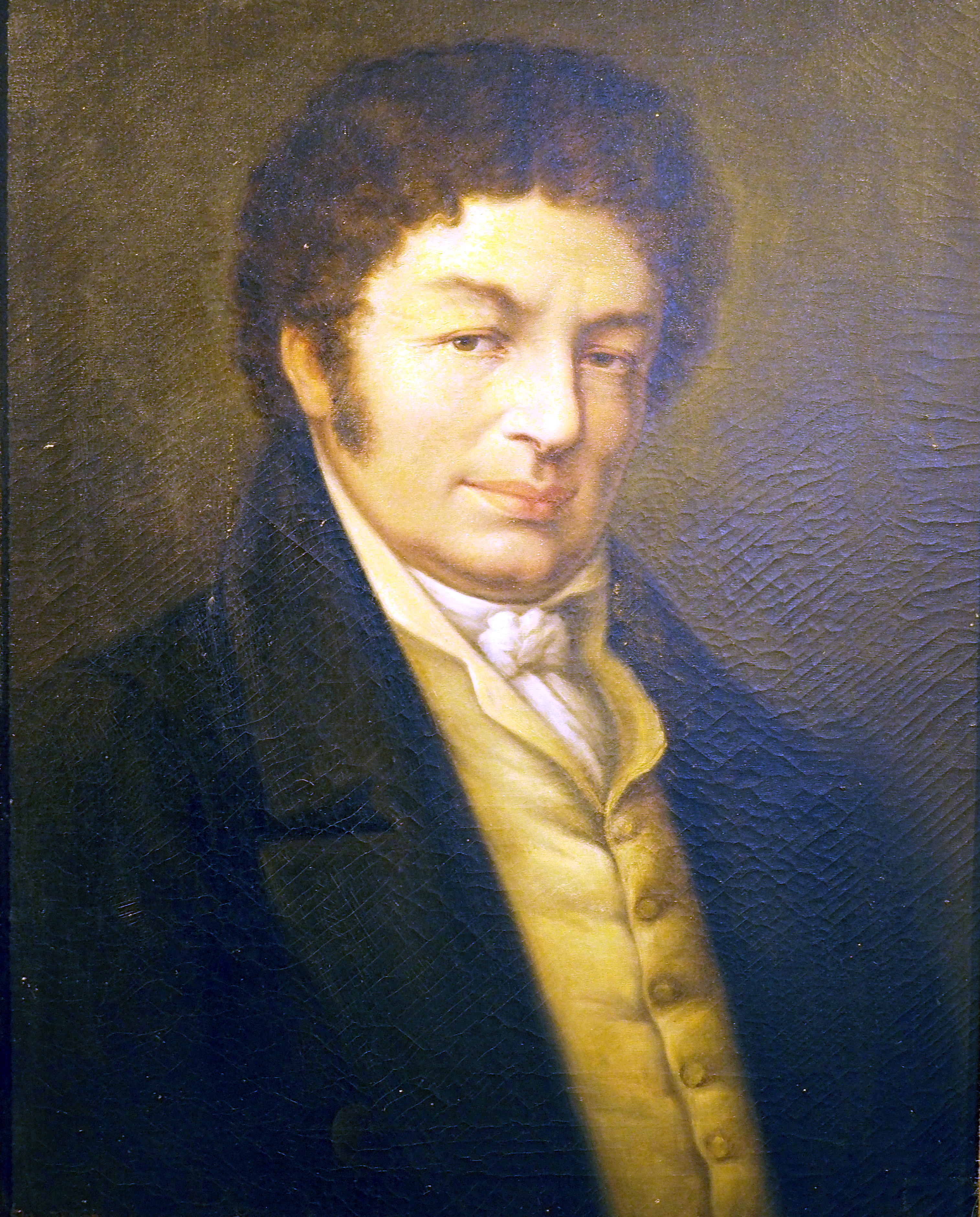
Adalbert Friedrich Marcus von Max Hartmann

Adalbert Friedrich Marcus (* 21. November 1753 in Arolsen; † 26. April 1816 in Bamberg) war ein deutscher Arzt, Leibarzt von Franz Ludwig von Erthal und Förderer der Kunst und Wohlfahrt der Stadt Bamberg, in der er als Professor der Medizin tätig war.

## Leben und Werk
Adalbert Friedrich Marcus, der auch die Beinamen Benjamin und Israel trug, wurde als erster Sohn des Händlers und fürstlich-waldeckischen Hofagenten Moritz Marcus (auch Moritz Marc, Marcus Juda und Moses Nathan Marcus genannt) und dessen Frau Esther Marcus in Arolsen nahe Kassel geboren. 1781 konvertierte der Jude Marcus zur katholischen Konfession.
Im Jahr 1801 erwarb Adalbert Friedrich Marcus die Altenburg, die verfallene ehemalige Residenz der Bamberger Bischöfe, und widmete sich der Erhaltung der Burg. Zu seinen Gästen und Freunden gehörten der Dichter und Musiker E. T. A. Hoffmann, der Naturphilosoph Friedrich Schelling und der Bamberger Weinhändler und Verleger Carl Friedrich Kunz, in dessen Verlag Marcus einige medizinische Schriften veröffentlichte, sowie Hegel, Jean Paul und Anselm Feuerbach.
Die Säkularisation des einstigen Hochstifts Bamberg nutzte er, um die medizinische und soziale Versorgung der Bürger zu verbessern. Im Bamberger „Allgemeinen Krankenhaus“, das im Jahr 1787 eingerichtet wurde, übernahm Adalbert Friedrich Marcus die Leitung und verband Krankenversorgung, Ausbildung und Forschung miteinander. Nachdem Marcus zunächst ein begeisterter Anhänger des Brownianismus gewesen war, wandte er sich ab dem Jahr 1800 mit ebenso großer Begeisterung der Naturphilosophie Schellings zu.
1803 ließ er die Bewohner des nicht mehr zeitgemäßen Altenstifts Katharinenspital in das aufgelöste Kloster Michelsberg bringen. 1805 wurde auf sein Betreiben hin St. Getreu, die Propstei des säkularisierten Bamberger Klosters Michaelsberg, zur Kreisirrenanstalt umgewandelt. Dieses Krankenhaus leitete Marcus auch.
Sein Adoptivsohn (möglicherweise sein zunächst unehelicher Sohn), den Adalbert Friedrich Marcus kurz vor seinem Tod adoptiert hat, war der 1802 geborene Würzburger Medizinprofessor und Psychiater Carl Friedrich von Marcus, welcher die erste ständige psychiatrische Klinik Deutschlands gründete.
Adalbert Friedrich Marcus wurde seinem Wunsch gemäß am Fuße der von ihm bewahrten Altenburg begraben. Das Grab befindet sich am dortigen Nordhang unterhalb der Kreuzigungsgruppe.

## Hinterlassenschaft
Zwei Jahre nach Marcus’ Tod gründete Postmeister Anton von Grafenstein den Altenburgverein, der sich bis heute um den Unterhalt der Burg kümmert.

## Ehrungen
In Bamberg sind die Markusstraße, der Markusplatz, die Markusbrücke und das Marcus-Haus (ehemalige Frauenklinik und heute Teil der Universität Bamberg) nach ihm benannt.

## Schriften
- Von den Vorteilen der Krankenhäuser für den Staat. Bamberg und Würzburg 1790.
- Von einer ausserordentlichen Menge Wasser, welche einer Wassersüchtigen im allgemeinen Krankenhause zu Bamberg abgezapfet worden. In: Journal von und für Franken, Band 5, S. 465–469, Nürnberg 1792.
- Antrittsrede bey Ankündigung der clinischen Vorlesungen. Bamberg 1793.
- mit Karl Kaspar Siebold: Beschreibung der letzten Krankheit des Hochwürdigsten […] Herrn Franz Ludwig, Bischofes zu Bamberg und Würzburg […] aus dem reichsfrey-adeligen Geschlechte von und zu Erthal. Sartorius, Würzburg 1795.
- Kurze Beschreibung des allgemeinen Krankenhauses zu Bamberg. Mit Kupfern. Weimar 1797.
- Magazin für specielle Therapie, Klinik und Staatsarzneikunde. 2 Bände, Jena 1802–1805.
- Beiträge zur Erkenntniß und Behandlung des gelben Fiebers. Jena 1805.
- Entwurf einer speciellen Therapie. Band 1, Nürnberg 1807.
- Der Jokus auf dem Michelsberge.Bamberg 1808.
- Über die Natur und Behandlung der häutigen Bräune. Bamberg und Würzburg 1810.
- Beleuchtung der Einwürfe gegen meine Ansichten über den herrschenden ansteckenden Typhus, mit besonderer Hinsicht auf die Bemerkungen des Medizinalraths Anton Dorn über diesen Gegenstand. Bamberg 1813.
- Ueber den jetzt herrschenden ansteckenden Typhus. Nebst biographischen Notizen über den am 27. März an dieser Krankheit verstorbenen vormaligen fürstl. Bamb. Hofrath und Leibarzt, dann ... Dr. Johann Philipp Ritter mit Krankheitsgeschichte und Leichenöffnung. In: Ephemeriden der Heilkunde. Bamberg 1814.
- Rezept-Taschenbuch oder die üblichen Rezeptformeln und ihre Anwendung in der klinischen Anstalt zu Bamberg. Bamberg 1814.
- Der Keichhusten. Ueber seine Erkenntniss, Natur und Behandlung. Bamberg und Leipzig 1816.